# Assassin's Creed (film)
Assassin's Creed je akční dobrodružný film z roku 2016, jenž je založen na stejnojmenné franšíze videoher. Režie se ujal Justin Kurzel a scénář napsali Michael Lesslie, Adam Cooper a Bill Collage. V hlavních rolích se objevili Michael Fassbender, Marion Cotillard, Jeremy Irons, Brendan Gleeson, Charlotte Rampling a Michael K. Williams. Film se odehrává ve stejném světě jako videohry, obsahuje však původní příběh, jenž sérii rozšiřuje. Příběh se zaměřuje na Calluma „Cala“ Lynche, který je kvůli svému původu unesen společností Abstergo Foundation. Calův předek Aguilar de Nerha byl členem bratrstva asasínů, jež působili během španělské inkvizice na konci 15. století. Přísahali chránit Jablko Ráje, artefakt, o němž se věřilo, že obsahuje klíč ke svobodné vůli lidstva. Cal musí přijmout svůj asasínský původ a zabránit Abstergu, novodobému templářskému řádu, v nalezení Jablka a jeho využití k zotročení lidstva.
Film se natáčel od konce srpna 2015 do ledna 2016. Do amerických a francouzských kin byl uveden 21. prosince 2016 společností 20th Century Fox. Kritici film přijali negativně, přičemž většinou kritizovali jeho příběh a scénář, i když někteří jej považovali za jednu z lepších filmových adaptací videoher. Dobrých výsledků nedosáhl ani finančně, celosvětově utržil pouhých 240 milionů dolarů při rozpočtu 125 milionů dolarů. V plánu bylo také pokračování, kvůli negativnímu přijetí filmu ho však společnost Disney po akvizici 21st Century Fox v roce 2019 zrušila.

## Příběh
Callum Lynch je usvědčeným vrahem žijícím v dnešní době. Je proti své vůli vysvobozen z cely smrti a dostává se tak do zajetí společnosti Abstergo Industries a je nucen za použití revoluční technologie Animus, která používá genetické vzpomínky v těle, prožít vzpomínky svého vzdáleného předka, který žil před více než pěti stoletími. Jedná se o člena bratrstva asasínů jménem Aguilar de Nerha, který žije ve španělské Granadě, v 15. století, tj. období španělské inkvizice. Ti bojují ve skryté válce proti templářům. Asasíni se snaží chránit svobodnou vůli lidstva, která je ohrožena artefaktem zvaným Jablko Ráje. Tento artefakt by znamenal v rukou templářů ovládnutí lidstva.

## Obsazení
| Michael Fassbender  | Callum „Cal“ Lynch a Aguilar de Nerha: asasín z 15. století a předek Calluma Lynche.                  |
| Marion Cotillard    | Dr. Sophia Rikkin: vedoucí vědkyně projektu Animus ve společnosti Abstergo Foundation a dcera Alana.  |
| Jeremy Irons        | Alan Rikkin: ředitel společnosti Abstergo Industries, jeden z vůdců novodobých templářů a otec Sofie. |
| Brendan Gleeson     | Joseph Lynch                                                                                          |
| Charlotte Rampling  | Ellen Kaye                                                                                            |
| Michael K. Williams | Moussa                                                                                                |
| Ariane Labed        | Maria                                                                                                 |
| Denis Ménochet      | McGowen                                                                                               |
| Essie Davis         | Mary Lynch                                                                                            |
| Ariane Labed        | Maria                                                                                                 |
| Carlos Bardem       | Benedicto                                                                                             |
| Khalid Abdalla      | Muhammad XII.                                                                                         |
| Javier Gutiérrez    | Tomás de Torquemada                                                                                   |
| Hovik Keuchkerian   | Ojeda                                                                                                 |
| Matias Varela       | Emir                                                                                                  |
| Callum Turner       | Nathan                                                                                                |
| Michelle H. Lin     | Lin                                                                                                   |

## Uvedení
Film Assassin's Creed byl do amerických a francouzských kin uveden 21. prosince 2016. V květnu 2013 bylo oznámeno, že jeho premiéra se uskuteční 22. května 2015, poté se však přesunula na 26. června téhož roku. V listopadu 2013 se premiéra opět posunula, a to na 7. srpna 2015. V září 2014 byla premiéra přesunuta na nespecifické datum v roce 2016, jež bylo později odhaleno jako 21. prosinec 2016.

## Přijetí

### Kritika
Assassin's Creed dostalo od recenzního agregátoru Rotten Tomatoes 19 %, s průměrným hodnocením 4/10. Hodnocení je založeno na 227 recenzích. Kritici se shodují na tom, že „Assassin's Creed je pravděpodobně lépe natočené (a rozhodně lépe obsazené) než většina herních adaptací, bohužel je výsledek poháněný CGI stále neradostně přeplácaný.“ Na stránce Metacritic dostal film při 38 recenzích 36 bodů ze 100, jedná se tedy o „celkově nepříznivé recenze“. Diváci v anketě od společnosti CinemaScore udělili filmu průměrnou známku B+ na stupnici od A+ do F.

### Tržby
Film vydělal 54,6 milionu dolarů ve Spojených státech a Kanadě a 186,3 milionu dolarů v ostatních oblastech; celosvětově tak utržil 240,9 milionu dolarů při rozpočtu 125 milionů dolarů. Časopis The Hollywood Reporter odhadl, že film stál studio 75 až 100 milionů dolarů, když se započítají všechny náklady a příjmy.